# 927 до н. е.

## Події
- Помер цар Тиру Балеазар I, його спадкоємцем став син Абд-Астарт.